# LIX. Armeekorps (Wehrmacht)
Das LIX. (59.) Armeekorps war ein Großverband der deutschen Wehrmacht, der im Zweiten Weltkrieg an der nördlichen und südlichen Ostfront eingesetzt wurde. Von Oktober 1942 bis Januar 1943 und nochmalig im Frühjahr 1944 wurde das Generalkommando nach dem Kommandierenden General auch als Gruppe von der Chevallerie bezeichnet.

## Geschichte

### 1940/1941
Das Generalkommando wurde am 10. Oktober 1940 zunächst als Höheres Kommando z. b. V. LIX. in Lübeck aufgestellt. Es wurde zwischen November 1940 und Februar 1941 bei der Heeresgruppe D im Verband der 1. Armee und danach von März 1941 bis Januar 1942 bei der 7. Armee für Sicherungsaufgaben an der Atlantikküste eingesetzt. Ab 28. Dezember 1941 stand das Generalkommando unter der Führung des General der Infanterie Kurt von der Chevallerie und wurde ab 4. Januar des Folgejahres in den Osten verlegt.

### 1942
Ab 20. Januar 1942 stand das Höhere Kommando an der nördlichen Ostfront und wurde in LIX. Armeekorps umbenannt. In der Winteroffensive war die sowjetische 4. Stoßarmee der Kalininer Front über Ostaschkow nach Toropez durchgebrochen und drohte an der Nordflanke der Heeresgruppe Mitte durchzubrechen. Das LIX. A.K. wurde angewiesen, mit Sicherungskräften und noch aus Frankreich eintreffenden Verbänden den weiteren sowjetischen Durchbruch nach Westen zu stoppen.
Gliederung am 30. Januar 1942
- 81. Infanterie-Division
- 83. Infanterie-Division
- 403. Sicherungs-Division

In den Städten Welikje Luki, Welisch und Demidow waren Garnisonen belassen worden, welche als „Wellenbrecher“ den Durchbruch eindämmen sollten. Erst nach schweren Kämpfen gelang es den übrigen Truppen des Korps bis Anfang März 1942 die „Sturmflut der Roten Armee“ zu stoppen und die Front zu stabilisieren. Seit Februar 1942 war das Korps Teil der 3. Panzerarmee (Generaloberst Georg-Hans Reinhardt), zwischen Mai 1942 und Januar 1943 war das LIX. A.K. der Heeresgruppe Mitte direkt unterstellt.
Gliederung am 11. Mai 1942
- 83. Infanterie-Division
- 205. Infanterie-Division
- 330. Infanterie-Division
- Gruppe Schröder
- Teile 328. und 218. Infanterie-Division[2]

Das Generalkommando wurde ab 16. Oktober 1942 in Gruppe von der Chevallerie umbenannt und erst im Januar 1943 wieder als LIX. Armeekorps bezeichnet. Am 24. November 1942 begann die sowjetische 3. Stoßarmee die Schlacht von Welikije Luki und konnte drei Tage später die Stadt vollständig einschließen, nur ein Regiment der deutschen 81. Infanterie-Division war als Verteidigung in der Stadt zurückgeblieben. Am 30. Dezember wurde die eingeschlossene Garnison der Gruppe von der Chevallerie unterstellt.

### 1943
Anfang 1943 stand das LIX. Armeekorps mit der 263. und 291. Infanterie-Division im Frontvorspruch zwischen Welikije Luki und Newel, nördlicher Nachbar war das XXXXIII. Armeekorps, südlicher Nachbar die 2. Luftwaffen-Felddivision des II. Luftwaffen-Feldkorps. Die Garnison von Welikije Luki erhielt bis zuletzt keine Erlaubnis, auszubrechen. Die deutsche 8. Panzer-Division und die motorisierte 20. Infanterie-Division versuchten vergeblich einen Entsatz durchzuführen, schließlich kapitulierte die Besatzung nach 52 Tage langer Verteidigung am 16. Januar 1943. Das Korps von der Chevallerie hatte dabei schwere Verluste erlitten und musste seine Frontlinie nach Westen zurücknehmen. Zwischen dem 22. April und dem 24. Mai 1943 nahm das Korps an verschiedenen Partisanen-Bekämpfungen teil. Es blieb bis zum 10. September 1943 in den neuen Position in Newel, dann wurde das Generalkommando zur Reorganisation entlang der Desna nach Tschernigow verlegt, wo es aber umgehend mit einer Offensive durch Truppen der 1. Ukrainischen Front konfrontiert war.
Gliederung am 4. Oktober 1943
- 183. Infanterie-Division
- 339. Infanterie-Division
- 291. Infanterie-Division
- 217. Infanterie-Division
- Teile der 2. Panzer-Division
- Kampfgruppe 8. Panzer-Division[3]

Unter starken Druck der sowjetischen Armeen musste man die Front zuerst nach Tschernobyl und bald nach Korosten zurücknehmen. Am 17. November ging Korosten vorübergehend an die sowjetische 60. Armee verloren, doch zwischen 24. und 27. November erfolgte eine deutsche Gegenoffensive. Für einen Monat konnte das Korps die Stadt Korosten noch halten, dann ging sie bei der sowjetischen Offensive vom 28. Dezember endgültig verloren. 
Gliederung am 26. Dezember 1943
- 91. Infanterie-Division
- Korps-Abteilung C
- 454. Sicherungs-Division[4]

### 1944
Mitte Januar 1944 verteidigte das LIX. Armeekorps bei Schepetowka und hielt diesen Raum bis Februar. Nach Beginn der sowjetischen Proskurow-Czernowitzer Operation am 4. März stand das Korps bei Stary Konstaninow sofort unter starken Angriffen. Der linke Flügel zur 4. Panzerarmee wurde durchbrochen und musste nachgeben, das Korps geriet dadurch in den Kessel von Kamenez-Podolsk (Hube-Kessel). Nachdem dem Kommandierenden General auch das taktische Kommando über das XXIV. Panzerkorps übertragen worden war, war das Generalkommando unter General der Infanterie Schulz jetzt Teil der Gruppe von der Chevallerie: 
LIX. Armeekorps:
- 11. und 19. Panzerdivision
- 96. und 291. Infanterie-Division

XXIV. Panzerkorps: 
- 20. Panzergrenadier- 16. und 17. Panzerdivision,
- 101. Jäger- sowie 208., 168. und 371. Infanterie-Division

Diese Gruppen führte den Hauptstoß beim Ausbruch der 1. Panzerarmee in Richtung Westen an. Die Verbindung mit den entgegenkommenden II. SS-Panzerkorps wurde am 6. April wiederhergestellt. Ab 12. April wurde die Gruppe von der Chevallerie wieder als LIX. Armeekorps bezeichnet und nahm Verteidigungsstellungen östlich von Stanislaw ein.
Während der Lviv-Sandomierz Operation (13. Juli – 29. August 1944) befand sich das Korps nicht im Hauptangriffsfeld, wurde aber im allgemeinen Rückzug über Jarosław, Dębica nach Tarnów zurückgedrängt. Nach den Absetz- und Rückzugskämpfen über den San, stabilisierte sich die Front Ende August nördlich von Tarnów. Der nördliche Flügel des LIX. A.K. hatte eine Front zu verteidigen, die sich links an das Ufer der Weichsel lehnte.
Armeegliederung 26. November 1944
- 371. Infanterie-Division
- 359. Infanterie-Division
- 544. Volks-Grenadier-Division[5]

### 1945
Am 12. Januar 1945 begann die Rote Armee die Weichseloffensive, wobei die 17. Armee über Krakau nach Schlesien zurückgeworfen wurde.
Im Februar 1945 wurde das LIX. Armeekorps mit der 253. und 68. I.D. sowie den Kampfgruppen 75.I.D. und der 544. V.G.D. erneut der 1. Panzerarmee (Armeegruppe Heinrici) unterstellt und führte die letzten Kriegswochen Abwehrkämpfe im Raum Oderberg.

## Führung
Kommandierende Generale:
- General der Infanterie Maximilian Schwandner, 10. Oktober 1940 – 28. Dezember 1941
- General der Infanterie Kurt von der Chevallerie, 28. Dezember 1941 – 17. Januar 1943
- General der Panzertruppen Erich Brandenberger, 17. Januar 1943 – 15. März 1943
- General der Infanterie Kurt von der Chevallerie, 15. März 1943 – 4. Februar 1944
- General der Infanterie Friedrich Schulz, 8. Februar 1944 – 21. März 1944
- Generalleutnant Edgar Röhricht, 21. März 1944 – 30. Januar 1945
- Generalleutnant Ernst Sieler, 1. Februar 1945 – 9. Mai 1945